# Église Unie St-Marc

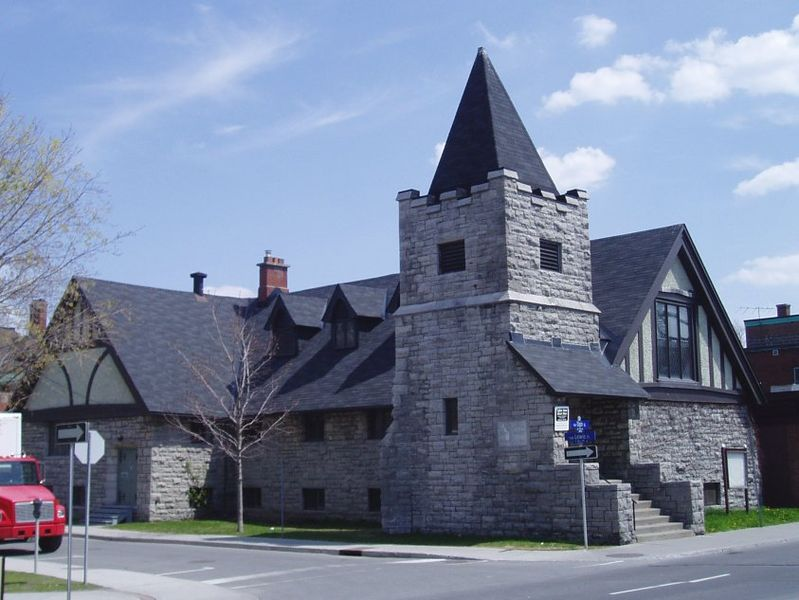
Église Unie St Marc d'Ottawa.

L'église Unie St-Marc est une église historique d'Ottawa. Elle est la principale église protestante francophone de la région d'Ottawa-Gatineau.
L'église Unie St-Marc est utilisée par les communautés protestantes de langue française. L'histoire du protestantisme francophone au Canada remonte à l'arrivée des Huguenots fuyant la révocation de l'édit de Nantes par le roi de France Louis XIV.
L'église St-Marc fut fondée en 1874 par une congrégation du Presbytérianisme. L'édifice fut construit sur les plaines Lebreton. En 1962, l'église Unie St-Marc déménagea en raison du réaménagement total des plaines Lebreton. L'église s'installa dans le centre-ville d'Ottawa au carrefour des rues Elgin et Lewis près du parc Minto. 
L'église Unie St-Marc est rattachée à l'Église unie du Canada.